# Charles Koch
Charles de Ganahl Koch, född 1 november 1935 i Wichita i Kansas, är en amerikansk företagsledare som är delägare, styrelseordförande och vd för den globala industriella konglomeratet Koch Industries, Inc. sedan 1967. Den amerikanska ekonomitidskriften Forbes rankar Koch till att vara världens 20:e rikaste med en förmögenhet på 62,9 miljarder amerikanska dollar för den 3 april 2022.

## Barndom
Charles Koch föddes den 1 november 1935 i Wichita, och var det näst äldsta barnet till Fred Koch. Hans farfar Harry Koch var född i Nederländerna. Kochs barndom var ganska ryckig då familjen flyttade runt väldigt mycket eftersom hans far vid den tiden var petroleumingenjör. Han började studera teknik vid Massachusetts Institute of Technology (MIT) i Cambridge, Massachusetts. Han avlade en kandidatexamen i ingenjörsvetenskap år 1957. Han stannade därefter på MIT för att avlägga en master of science i maskinteknik 1958, varefter han bestämde sig för att ta en till master inom kemiteknik liksom sin far. Efter detta var han klar och gick ut MIT 1959.

## Karriär
Efter MIT arbetade Koch som konsult åt Arthur D. Little. Efter två år där blev han ombedd av sin far Fred Koch att komma och hjälpa honom med det företag fadern ägde och ledde. Koch accepterade sedan fadern hotat med att annars sälja bolaget. Charles Koch arbetade på firman i två år (1961–1963). Efter detta blev han befordrad till VD för Koch Engineering och innehade den titeln fram till 1971. År 1966 utsåg hans far honom till VD över hela företaget men han blev inte detta förrän 1971. Hans far dog år 1967 och Charles Koch blev då VD och styrelseordförande för bolaget vilket han döpte om till Koch Industries. Under åren har Charles Koch varit framgångsrik som CEO ur den synvinkeln att bolagets värde sedan han tog över år 1967 har gått från 180 miljoner USD till 100 miljarder USD.

## Familj
Charles Koch bor kvar i Wichita med sin fru Liz och deras två barn. Koch har tre bröder som heter Frederick, David och Bill. David Koch var vice VD på Koch Industries, de andra två bröderna är inte involverade i bolaget då de blev utköpta på 1980-talet. Han är också före detta svåger till Julia Koch som var gift med David Koch mellan 1996 och fram tills hans död 2019.